# Cribrilaria perplexa
Cribrilaria perplexa är en mossdjursart som beskrevs av Soule, Soule och Chaney 1995. Cribrilaria perplexa ingår i släktet Cribrilaria och familjen Cribrilinidae. Inga underarter finns listade i Catalogue of Life.